# Rørbæk
Rørbæk is een plaats in de Deense regio Noord-Jutland, gemeente Rebild. De plaats telt 414 inwoners (2008).